# KidZania
KidZania - розважально-навчальний центр сімейного типу у вигляді симулятора реального міста(місто в мініатюрі), де діти граючись, приміряють на собі соціальні ролі, професії та дістають практичне уявлення про соціальну структуру суспільства. Започаткований приватною компанією спершу в Мексиці, а на даний час Кідзанії відкриті в 11 мегаполісах планети. Більш ніж 20 млн відвідувачів з часу відкриття роблять Кідзанію одним із найшвидше зростаючих розважально-навчальних (англ. 'edutainment' ) брендів у світі.

## Огляд
Кожна Кідзанія є тематично оформленою міні-копією реального міста, включаючи будівлі, магазини і театри, так само як автомобілі і пішоходи, котрі рухаються тротуарами вздовж вулиць. В цьому місці діти від 2 до 16 років працюють у симулякрах компаній всесвітньо відомих брендів, розливаючи Кока-Колу, стажуючись у стоматологічних клініках від Червоного Хреста, миють руки з P&G милом, використовують квитки від American Airline.
Діти ростом нижче 120 см не допускаються без супроводу дорослих, проте, дорослі не допускаються всередину ігрових приміщень. При вході дітям одягають електронні браслети із GPS, завдяки чому батьки відстежують їх місцезнаходження. Засилля рекламою брендів дало привід The Morning News назвати Кідзанію рекламно-розважальним (англ. advertainment) центром.
Щоб отримати доступ до розваг і подарункових магазинів, діти змушені заробляти KidZos і Zents, що є місцевою валютою, виконуючи різноманітні завдання, працюючи у ролі різних фахівців. Доступно близько 90 професій.
Окрім місцевої валюти, дітям все ж знадобляться реальні дорослі гроші. На них можна купити їжу і напої в одному з кафе або придбати свої фотографії, зроблені професійним фотографом.

## Історія
Кідзанія була створена і розвинена мексиканським підприємцем Ксав'єром Лопесом Анконою, нинішнім генеральний директор. Перша Кідзанія була відкрита у вересні 1999 року в торговому центрі Санта-Фе в Мехіко, і була названий Ла-Сьюдад-де-лос-Ніньос ("Місто дітей").
Рекламодавці(брендові корпорації) профінансували 55% від усіх інвестицій. У 2004 році Кідзанія придбала Wannado-місто, схожий парк у Форт-Лодердейл, штат Флорида. Він був закритий в січні 2011 року, через те, що ніколи так і не став прибутковим.

## Місця розташуваня
KidZania Мехіко, був відкритий у вересні 1999 року як Ла-Сьюдад-де-лос-Ніньос (La Ciudad de los Niños), ребрендинг KidZania Ла-Сьюдад-де-лос-Ніньос
KidZania Монтеррей, відкритий в травні 2006
Kidzania Токіо, відкритий у жовтні 2006 року (франшиза)
Kidzania Джакарті, відкрився в листопаді 2007 року (франшиза)
Kidzania Koshien, відкрився в березні 2009 року (франшиза)
KidZania Лісабоні відкрився червня 2009 року (франшиза)
KidZania Дубаї, відкрилася січня 2010 року (франшиза)
KidZania Сеул, відкрилося в лютому 2010 року (франшиза)
KidZania Куала-Лумпур, відкрилося в лютому 2012 року (франшиза)
KidZania Сантьяго, відкрили травня 2012 (франшиза)
KidZania Cuicuilco, відкритий у червні 2012 року

## Розширення мережі
- KidZania Бангкок (Таїланд) (2012) - Siam Paragon
- KidZania Сан-Паулу (Бразилія) (2013) - Ельдорадо Покупки
- KidZania Кувейт (2013) - Avenues Mall
- KidZania Каїр (Єгипет) (2013) - Каїр Festival City
- KidZania Джидді (Саудівська Аравія) (2013) - торговий центр Mall Аравії
- KidZania Стамбулі (Туреччина) (2013) - Ак Ася
- KidZania Мумбаї (Індія) (2013) - R-City Mall
- KidZania Сінгапурі (2014)
- KidZania Москві (Росія) (2014)
- KidZania Манілі (Філіппіни) (2014) - Bonifacio Global City
- KidZania Лондоні (Велика Британія) (2015)
- KidZania США (2015)

## Нагороди та визнання
KidZania завоювала безліч нагород від різних організацій, які усвідомлюють цінність і унікальність, того що бренд KidZania може запропонувати і його майбутній потенціал. KidZania була визнана найкращим розважальним центром сімйеного типу за версією IAAPA (Міжнародна асоціація парків і виробників атракціонів), а 2009 року здобула нагороду глобальний оператор Дозвілля року. Одна з найкращих мексиканських компаній 2012 року.